# Seymore Butts
Seymore Butts, pseudonimo di Adam Glasser (New York, 18 marzo 1964), è un regista, ex attore pornografico, produttore cinematografico e sceneggiatore statunitense, celebre esponente del porno gonzo, girati in digitale e senza trama.

## Biografia
Nasce nel distretto newyorkese del Bronx, da una famiglia ebrea che si trasferisce molto presto a Los Angeles: qui Glasser studia alla Santa Monica High School e lavora come gestore di una palestra e personal trainer. In difficoltà finanziarie, decide di affittare i locali alle produzioni hard. Nel 1991 gira il suo primo film e cambia il suo nome in Seymore Butts, che si pronuncia come "see more butts", che in inglese significa "vedi più sederi".
Nel 2001 rimane coinvolto in un processo per "oscenità" da parte dello Stato della California: ne esce con un agreement, ma soprattutto con un grande sostegno popolare, che darà la spinta alla produzione del programma televisivo Porno: un affare di famiglia nel 2003. Glasser, sua madre Lila, il cugino sessantenne Stevie Glasser e il figlio Brady, sono i protagonisti del reality Family Business ("affari di famiglia") ed è prodotto dal canale televisivo via cavo Showtime.
Tra le sue fidanzate, alcune famose pornostar tra cui Shane, Taylor Hayes (la madre di Brady), Alisha Klass e Mari Possa, la cui relazione è iniziata ed è finita con la conclusione dello show.

## Riconoscimenti
- 2005 AVN Hall of Fame
- 2001 AVN Awards Best Group Sex Scene – Video: Mission to Uranus
- 2000 AVN Awards Best All-Girl Sex Scene – Video: Tampa Tushy Fest
- 2000 AVN Awards Best Gonzo Series: Seymore Butts
- 1999 AVN Awards Best Anal Sex Scene – Video: Tushy Heaven
- 1999 AVN Awards Best Anal-Themed Release: Tushy Heaven
- 1999 AVN Awards Best Gonzo Series: Seymore Butts
- 1999 AVN Awards Best Group Sex Scene – Video: Tushy Heaven
- 1998 AVN Awards Best Anal-Themed Release: Gluteus to the Maximus
- 1998 AVN Awards Best Group Sex Scene – Video: Gluteus to the Maximus
- 1997 AVN Awards Best Anal-Themed Release: American Tushy!
- 1997 AVN Awards Best Group Sex Scene – Video: American Tushy!
- 1996 AVN Awards Best Gonzo Release: A Pool Party at Seymore's, Parts 1 & 2
- 1996 AVN Awards Best Interactive CD-ROM – Game: Adventures of Seymore Butts II: In Pursuit of Pleasure
- 1994 AVN Awards Best Gonzo Release: Seymore Butts in Paradise
- 2004 XRCO Special Awards: Family Business
- 2004 XRCO Mainstream's Adult Media Favorite: Family Business
- 1994 XRCO Best Couple Scene: Seymore & Shane on the loose
- XRCO Hall of Fame: Film Creators

## Filmografia

### Attore
- Adult Video News Awards 1994 (1994)
- Bustin' Out My Best (1994)
- Private Video Magazine 9 (1994)
- Seymore and Shane do Ireland (1994)
- Seymore and Shane Meet Kathy Willets the Naughty Nymph (1994)
- Seymore and Shane Mount Tiffany (1994)
- Seymore and Shane on the Loose (1994)
- Seymore and Shane Playing with Fire (1994)
- Seymore Butts Goes Deep Inside Shane (1994)
- Seymore Butts Goes Nuts (1994)
- Seymore Butts Interactive 2: In Pursuit of Pleasure (1994)
- Backdoor to Buttsville 1 (1995)
- Bustin Out My Best Anal (1995)
- Butt Watch 7 (1995)
- Dirty Bob's Xcellent Adventures 18 (1995)
- Ona Zee's Sex Academy 5 (1995)
- Pool Party at Seymore's 1 (1995)
- Pool Party at Seymore's 2 (1995)
- Seymore and Shane Live on Tour (1995)
- American Tushy 1 (1996)
- Deep Behind the Scenes with Seymore Butts 1 (1996)
- Deep Behind the Scenes with Seymore Butts 2 (1996)
- Monkey Business (1996)
- Seymore's Squirters 1 (1996)
- Slippin In Through The Outdoor (1996)
- Yvonne's Odyssey (1996)
- Assgasms 1 (1997)
- Behind the Sphinc Door (1997)
- Big Boobs in Buttsville (1997)
- Dirty Bob's Xcellent Adventures 35 (1997)
- Gluteus To The Maximus (1997)
- Musical Tushies (1997)
- Seymore Butts Does Europe 1 (1997)
- Seymore Butts Does Europe 2 (1997)
- Seymore Butts Meets the Pure Pleasure Girls (1997)
- Seymore Butts Meets the Tushy Girls (1997)
- Blow Me (1998)
- Buttholes Are Forever (1998)
- Hot Bods And Tail Pipe 3 (1998)
- Merry Fucking Christmas (1998)
- New Tush in Town (1998)
- Orgasmatic (1998)
- Peek-a-boob (1998)
- Shane Superstar (1998)
- Tampa Tushy Fest 1 (1998)
- Tampa Tushy Fest 2 (1998)
- Think Sphinc (1998)
- Tushy Girls Live (1998)
- Tushy Girls Play Ball (1998)
- Tushy Girls Slumber Party (1998)
- Tushy Heaven (1998)
- Tushy Tahitian Style (1998)
- Adult Video News Awards 1999 (1999)
- Assgasms 2 (1999)
- Best of Bunghole Fever (1999)
- Dreamwagon: Inside The Adult Film Industry (1999)
- High From Europe (1999)
- Knocking at Heaven's Backdoor (1999)
- MH Home Video 519: Cunt of the Month February (1999)
- Naked City Tampa Bay 2 (1999)
- Naked In Tampa Bay 1999 2 (1999)
- Naked In Tampa Bay 1999 3 (1999)
- Taylor Hayes Anal All-Star (1999)
- Thighs Wide Open (1999)
- Tight Squeeze (1999)
- Tushy Anyone (1999)
- Tushy Con Carne 1 (1999)
- Tushy Con Carne 2 (1999)
- Wildlife 7: Night Moves Tampa Florida (1999)
- Backdoor to Buttsville 2 (2000)
- Gapes of Wrath (2000)
- How Do You Like This Tushy, Seymore 1 (2000)
- Las Vegas Revue 2000 (2000)
- Mission to Uranus (2000)
- Seymore's Squirters 2 (2000)
- Tunnelvision (2000)
- Tushy Girl Lost (2000)
- American Tushy 2 (2001)
- Asstravaganza (2001)
- How Do You Like This Tushy, Seymore 3 (2001)
- Internet Tushy (2001)
- Three's Cumpany (2001)
- Tushy Bowl 2001 (2001)
- Tushy Girl Video Magazine 2 (2001)
- Tushy Girl Video Magazine 4 (2001)
- Young Buns (2001)
- Poetic Just-ass (2002)
- Seymore Butts and the Girls Who Gobble Goo (2002)
- Welcum to Casa Butts 1 (2002)
- Family Business: The Complete First Season (2003)
- Female Ejaculation Review (2003)
- International Tushy (2003)
- It's Raining Tushy Girls (2003)
- Jamaican Me Horny (2003)
- More Than a Touch of Klass (2003)
- Performing Ass (2003)
- Strictly BusinASS (2003)
- Tongue in Cheeks (2003)
- Where The Sun Don't Shine (2003)
- Anal Surprise Party (2004)
- Anusthesia (2004)
- Female Ejaculation Review (2003)
- International Tushy (2003)
- It's Raining Tushy Girls (2003)
- Jamaican Me Horny (2003)
- More Than a Touch of Klass (2003)
- Performing Ass (2003)
- Strictly BusinASS (2003)
- Tongue in Cheeks (2003)
- Where The Sun Don't Shine (2003)
- Anal Surprise Party (2004)
- Anusthesia (2004)
- British are Coming (2004)
- Finding Tushyland (2004)
- Lip Service (2004)
- Redheads Have More Anal Fun (2004)
- Seed of Seymore (2004)
- There Was An English Lass Who Loved Cock up Her Ass (2004)
- Uranus or Bust (2004)
- Anal Express (2005)
- Bottom Feeders (2005)
- Butt Pirates of the Caribbean (2005)
- Deep Tush (2005)
- I Did Her My Way (2005)
- Sophie Evans Exposed (2005)
- War Of The Girls (2005)
- Welcum to Casa Butts 2 (2005)
- Anal Life (2006)
- Shhwing (2006)
- Jenna 9.5 (2007)
- Anal vs. Oral (2008)
- How Could I Forget That Asshole (2008)
- How to Eat Pussy Like a Champ (2008)
- MILF Kabob (2012)

### Regista
- Hollywood Honeys 1 (1982)
- Adventures of Seymore Butts (1992)
- Seymore Butts and the Honeymooners (1992)
- Seymore Butts in the Love Shack (1992)
- Seymore Butts Rides Again (1992)
- My Travels With The Tramp (1993)
- Seymore Butts and His Mystery Girl (1993)
- Seymore Butts in Paradise (1993)
- Seymore Butts Interactive 1: The Interactive Adventures of Seymore Butts (1993)
- Seymore Butts is Blown Away (1993)
- Seymore Butts Meets the Cumback Brat (1993)
- Seymore Butts Swings (1993)
- Bustin' Out My Best (1994)
- Butt Watch 4 (1994)
- Butt Watch 5 (1994)
- Seymore and Shane do Ireland (1994)
- Seymore and Shane Meet Kathy Willets the Naughty Nymph (1994)
- Seymore and Shane Mount Tiffany (1994)
- Seymore and Shane on the Loose (1994)
- Seymore and Shane Playing with Fire (1994)
- Seymore Butts Goes Deep Inside Shane (1994)
- Seymore Butts Goes Nuts (1994)
- Seymore Butts Interactive 2: In Pursuit of Pleasure (1994)
- Backdoor to Buttsville 1 (1995)
- Bustin Out My Best Anal (1995)
- Butt Watch 6 (1995)
- Butt Watch 7 (1995)
- Pool Party at Seymore's 1 (1995)
- Pool Party at Seymore's 2 (1995)
- Seymore and Shane Live on Tour (1995)
- American Tushy 1 (1996)
- Deep Behind the Scenes with Seymore Butts 1 (1996)
- Deep Behind the Scenes with Seymore Butts 2 (1996)
- Dinner Party 2 (1996)
- Monkey Business (1996)
- Seymore's Squirters 1 (1996)
- Slippin In Through The Outdoor (1996)
- Behind the Sphinc Door (1997)
- Big Boobs in Buttsville (1997)
- Gluteus To The Maximus (1997)
- Musical Tushies (1997)
- Seymore Butts Does Europe 1 (1997)
- Seymore Butts Does Europe 2 (1997)
- Seymore Butts Meets the Pure Pleasure Girls (1997)
- Seymore Butts Meets the Tushy Girls (1997)
- Blow Me (1998)
- Buttholes Are Forever (1998)
- Christmas Orgy (1998)
- Merry Fucking Christmas (1998)
- New Tush in Town (1998)
- Orgasmatic (1998)
- Shane Superstar (1998)
- Tampa Tushy Fest 1 (1998)
- Tampa Tushy Fest 2 (1998)
- Think Sphinc (1998)
- Tushy Girls Live (1998)
- Tushy Girls Play Ball (1998)
- Tushy Girls Slumber Party (1998)
- Tushy Heaven (1998)
- Tushy Tahitian Style (1998)
- Assgasms 2 (1999)
- Best of Bunghole Fever (1999)
- High From Europe (1999)
- Knocking at Heaven's Backdoor (1999)
- Taylor Hayes Anal All-Star (1999)
- Thighs Wide Open (1999)
- Tight Squeeze (1999)
- Tushy Anyone (1999)
- Tushy Con Carne 1 (1999)
- Tushy Con Carne 2 (1999)
- Amsterdam Experience 1 (2000)
- Backdoor to Buttsville 2 (2000)
- Gapes of Wrath (2000)
- Mission to Uranus (2000)
- Seymore's Squirters 2 (2000)
- Taylor Hayes Squirting Anal All Star 2 (2000)
- Tunnelvision (2000)
- Tushy Girl Lost (2000)
- Tushy Girl Video Magazine 1 (2000)
- American Tushy 2 (2001)
- Asstravaganza (2001)
- Internet Tushy (2001)
- Only the Best of Seymore Butts 1 (2001)
- Only the Best of Seymore Butts 2 (2001)
- Only the Best of Seymore Butts 3 (2001)
- Only the Best of Seymore Butts 4 (2001)
- Only the Best of Seymore Butts 5 (2001)
- Only the Best of Seymore Butts 6 (2001)
- Only the Best of Seymore Butts 7 (2001)
- Only the Best of Seymore Butts 8 (2001)
- Three's Cumpany (2001)
- Tushy Bowl 2001 (2001)
- Tushy Girl Video Magazine 2 (2001)
- Tushy Girl Video Magazine 3 (2001)
- Tushy Girl Video Magazine 4 (2001)
- Young Buns (2001)
- Only the Best of Seymore Butts 10 (2002)
- Only the Best of Seymore Butts 9 (2002)
- Poetic Just-ass (2002)
- Seymore Butts and the Girls Who Gobble Goo (2002)
- Welcum to Casa Butts 1 (2002)
- Anal Princess (2003)
- Female Ejaculation Review (2003)
- International Tushy (2003)
- It's Raining Tushy Girls (2003)
- Jamaican Me Horny (2003)
- More Than a Touch of Klass (2003)
- Performing Ass (2003)
- Strictly BusinASS (2003)
- Tongue in Cheeks (2003)
- Where The Sun Don't Shine (2003)
- Anal Surprise Party (2004)
- Anusthesia (2004)
- British are Coming (2004)
- Buttfucked with Stylle (2004)
- Finding Tushyland (2004)
- Lip Service (2004)
- Redheads Have More Anal Fun (2004)
- Seed of Seymore (2004)
- There Was An English Lass Who Loved Cock up Her Ass (2004)
- Uranus or Bust (2004)
- Anal Express (2005)
- Anal Interpreter (2005)
- Blondes Have More Anal Fun (2005)
- Bottom Feeders (2005)
- Brunettes Have More Anal Fun (2005)
- Butt Pirates of the Caribbean (2005)
- Cracked (2005)
- Deep Tush (2005)
- Flower Power (2005)
- House of Ass (II) (2005)
- I Did Her My Way (2005)
- War Of The Girls (2005)
- Welcum to Casa Butts 2 (2005)
- "T" for Tushy (2006)
- America's Got Ass (2006)
- Anal Life (2006)
- Ass Good Ass It Gets (2006)
- Asshunt (2006)
- Happy Fucking Birthday (2006)
- Party at Butts Place (2006)
- Shhwing (2006)
- Sphincter Chronicles (2006)
- Table For 3 (2006)
- All Star Party Poopers (2007)
- Ass Farmer (2007)
- Blasst Off (2007)
- Demi Does Anal (2007)
- Do It Yourself Porn (2007)
- I'll Toss Your Salad If You Butter My Buns (2007)
- Jenna 9.5 (2007)
- Rump Rider (2007)
- Anal vs. Oral (2008)
- Backdoor Review (2008)
- Don't Look Now But There's a Cock in Your Ass (2008)
- How Could I Forget That Asshole (2008)
- How to Eat Pussy Like a Champ (2008)
- Missy-BEhavin' (2008)
- Romancing the Butthole (2008)
- Squirting Sophie Gaping Gwen (2008)
- There's Something About Mari (2008)
- Attack of the Squirting Succubutts (2012)
- Brooklyn Egg Cream On The Roxxx (2012)
- Dairyere The Moovie (2012)
- MILF Kabob (2012)
- Paranormal Cracktivity 2 (2012)
- Paranormal Cracktivity: Haunted MILFs (2012)
- Pool Party at Seymore's 3: The Sext Generation (2012)
- Seymore Butts' Does Exxxotica (2012)
- Tag Team Tushy (2012)
- Cirque Du Hole-A (2013)